# 1960 dans l'océan Pacifique
Cet article présente les faits marquants de l'année 1960 dans l'océan Pacifique.

## Évènements
- 23 janvier : l’océanographe suisse Jacques Piccard et le lieutenant de la marine américaine Don Walsh, à bord du bathyscaphe Trieste conçu par le professeur Auguste Piccard, établissent un nouveau record du monde de plongée en descendant à 10 916 mètres au-dessous du niveau de la mer dans la fosse des Mariannes[1].